# Grabowo (powiat nidzicki)
Grabowo (niem. Groß Grabowen, w latach 1938–1945 Großeppingen) – wieś w Polsce położona w województwie warmińsko-mazurskim, w powiecie nidzickim, w gminie Janowo.
W latach 1975–1998 miejscowość należała administracyjnie do województwa olsztyńskiego. 